# Beelzebufo
Beelzebufo ampinga (/biːˌɛlz[invalid input: 'ɨ']ˈbjuːfoʊ æmˈpɪŋɡə/ hay /ˌbiːlzəˈbjuːfoʊ/) là một loài ếch tiền sử đặc biệt lớn được phát hiện lần đầu năm 2007. Các tên thông thường được dùng trong thông tin đại chúng bao gồm ếch quỷ, cóc quỷ, và ếch địa ngục.
Hóa thạch Beelzebufo được tìm thấy ở địa tầng thuộc thành hệ Maevarano tại Madagascar, vào cuối kỷ Creta, khoảng 70 triệu năm trước (Mya).

## Từ nguyên
Tên chi Beelzebufo là sự kết hợp của Beelzebub (một vị thần Semit, tên này có thể dịch ra là "Chúa Ruồi", hay alter ego của Quỷ) và bufo (tiếng Latin nghĩa là "cóc").
Tên loài ampinga nghĩa là "giáp" trong ngôn ngữ Malagasy.

## Mô tả
Beelzebufo có thể dài tới 40 cm (16 in) và nặng 4 kg (9 lb) — lớn hơn bất kỳ loài nào thuộc bộ Không đuôi, hơn cả ếch Goliath loài ếch lớn nhất còn tồn tại, dài 32 cm (13 in). Đầu Beelzebufo rất lớn, và xương trên vái sọ có bề mặt thô ráp, cho thấy đầu chúng có thể có vảy xương.
So sánh với Ceratophryinae còn sinh tồn, Beelzebufo là một loài có miệng rất rộng để ăn thịt con mồi có kích thước lớn, thậm chí cả khủng long non.